# جيل ستريكلاند
جيل ستريكلاند (بالإنجليزية: Gail Strickland)‏ هي ممثلة أمريكية، ولدت في 18 مايو 1947 ببرمنغهام في الولايات المتحدة.

## أعمال

### أفلام
- (1976) الاتجاه إلى المجد
- (1979) نورما راي
- (1991) الرجل في القمر[2]
- (1995) الرئيس الأمريكي[3]

### مسلسلات
- جوال تكساس ووكر
- دالاس

## وصلات خارجية
- جيل ستريكلاند على موقع IMDb (الإنجليزية)
- جيل ستريكلاند على موقع ألو سيني (الفرنسية)
- جيل ستريكلاند على موقع أول موفي (الإنجليزية)
- جيل ستريكلاند على موقع قاعدة بيانات برودواي على الإنترنت (الإنجليزية)
- جيل ستريكلاند على موقع قاعدة بيانات الأفلام السويدية (السويدية)
- جيل ستريكلاند على موقع إن إن دي بي (الإنجليزية)
- جيل ستريكلاند على موقع قاعدة بيانات الفيلم (الإنجليزية)
- جيل ستريكلاند على موقع كينوبويسك (الروسية)